# جان ویسلی (گیتاریست)
جان ویسلی (انگلیسی: John Wesley؛ زادهٔ ۱۹۶۲-۰۶) یک موسیقی‌دان اهل ایالات متحده آمریکا است. وی از سال ۱۹۷۹ میلادی تاکنون مشغول فعالیت بوده‌است.